# 소리동화 '내 마음의 보석상자'
소리동화 '내 마음의 보석상자'는 KBS 1라디오에서 2002년 10월 21일부터 2003년 7월 11일까지 9개월간 방송했던 3분 라디오 드라마이다.
진행자는 장혜선이며, 방송시간은 평일 오후 2시 55분부터 오후 2시 58분까지이다.